# Округ Репаблик (Канзас)
Округ Репаблик (енгл. Republic County) је округ у америчкој савезној држави Канзас. По попису из 2010. године број становника је 4.980. Седиште округа је град Белвил.

## Демографија
Према попису становништва из 2010. у округу је живело 4.980 становника, што је 855 (14,7%) становника мање него 2000. године.
| Група             | 2000.         | 2010.         |
| Белци             | 5.718 (98,0%) | 4.851 (97,4%) |
| Афроамериканци    | 15 (0,3%)     | 25 (0,5%)     |
| Азијати           | 11 (0,2%)     | 15 (0,3%)     |
| Хиспаноамериканци | 55 (0,9%)     | 53 (1,1%)     |
| Укупно            | 5.835         | 4.980         |